# Episodi di Atomic Betty
La seguente voce contiene la lista degli episodi della serie televisiva animata Atomic Betty.

## Stagione 1 (2004-2005)
- 001. Furball for the Sneeze
- 002. Attack of the Evil Baby
- 003. The Doppelganger (Villain: The Chameleon)
- 004. Toxic Talent (Villain: Maximus IQ)
- 005. But the Cat Came Back
- 006. Lost in Spa
- 007. Spindly Tam Kanushu
- 008. Science Fair
- 009. Space Brains
- 010. Atomic Roger
- 011. Maximus Displeasure
- 012. Cosmic Cake
- 013. Bye-Bye X-5
- 014. The Substitute
- 015. The Good, The Bad, and the Sparky
- 016. Self Sabotage
- 017. When Worlds Collide
- 018. The Ghost Ship of Aberdeffia
- 019. Poached Egg
- 020. Battle of the Bots
- 021. The Really Big Game
- 022. And the Winner is...
- 023. The Great Race
- 024. Martian Makeover
- 025. Betty's Secret Admirer
- 026. Slime of the Century
- 027. Winter Carnival
- 028. Crass Menagerie
- 029. Solar System Surfin'
- 030. Power of the Pharaoh
- 031. The Trouble with Triplets
- 032. Spider Betty
- 033. Power Arrangers
- 034. Dream Come True
- 035. Betty vs. the Giant Killer Ants
- 036. Best (Mis) Laid Plans
- 037. No Business Like Snow Business
- 038. Infantor Rules
- 039. Galactic Pirates of the Corralean
- 040. The Revenge of Masticula
- 041. The Incredible Shrinking Betty
- 042. Friends for Eternity
- 043. Wizard of Orb
- 044. Max-Land
- 045. Like Father, Like Scum
- 046. Planet Stinxx
- 047. Big Top Betty
- 048. Dr. Cerebral and the Stupifactor Ray
- 049. Jingle Brawls
- 050. Toy Historyia
- 051. Franken Brain
- 052. Evil Idol

### Stagione 1 (Episodi trasmessi in Italiano su Rai Gulp)
| nº  | Titolo italiano                             |
| --- | ------------------------------------------- |
| 1a  | Atomic Roger                                |
| 1b  | Questione d'orecchio                        |
| 2a  | Un gatto nello spazio                       |
| 2b  | Nel covo del nemico                         |
| 3a  | La minaccia senza volto                     |
| 3b  | Una torta tra le stelle                     |
| 4a  | Al ballo con Noa                            |
| 4b  | Cure termali pericolose                     |
| 5a  | Spindly Tam Kanushu                         |
| 5b  | Missione subacquea                          |
| 6a  | La Baby minaccia                            |
| 6b  | Cervelli spaziali                           |
| 7a  | Ciak, si gira                               |
| 7b  | Largo ai giovani                            |
| 8a  | In corsa contro il tempo                    |
| 8b  | L'ultimo uovo                               |
| 9a  | Caccia grossa spaziale                      |
| 9b  | La sostituzione                             |
| 10a | Un regalo a sorpresa                        |
| 10b | Serraglio di Maximus                        |
| 11a | Dolcetto o scherzetto                       |
| 11b | Aberdeffia                                  |
| 12a | La battaglia dei robot                      |
| 12b | L'amore è cieco                             |
| 13a | Per amore di Betty                          |
| 13b | La fidanzata di Maximus                     |
| 14a | Gli squali giganti                          |
| 14b | Le muntico bacche                           |
| 15a | Il segreto del faraone                      |
| 15b | E il vincitore è                            |
| 16a | Tre Betty di troppo                         |
| 16b | Spider Betty                                |
| 17a | Potere assoluto                             |
| 17b | Sogni pericolosi                            |
| 18a | Betty contro le formiche killer giganti     |
| 18b | Il progetto scomparso                       |
| 19a | Lezioni di pattinaggio                      |
| 19b | Chi troppo vuole nulla vince                |
| 20a | Alla ricerca del tesoro perduto             |
| 20b | La vendetta di Masticula                    |
| 21a | Il raggio invertitore                       |
| 21b | Amici per l'eternità                        |
| 22a | Apprendisti stregoni                        |
| 22b | Max Land                                    |
| 23a | Stesso padre stesso vizio                   |
| 23b | Il pianeta puzzolente                       |
| 24a | Il camaleonte                               |
| 24b | Il Dottor Cerebral e il raggio instupidente |
| 25a | Esame di Natale                             |
| 25b | Il regalo perfetto                          |
| 26a | Un cervello capriccioso                     |
| 26b | Il genio del male                           |

## Stagione 2 (2005-2006)
- 053. Bracelet Yourself (Part 1)
- 054. Bracelet Yourself (Part 2)
- 055. The New Neighbour/Pre-Teen Queen of Outer Space
- 056. Auntie Matter/Oy, Robot
- 057. Werewolves on Zeebot/Return of the Pharaoh
- 058. Pop Goes the Maxx/Sleeping Like a Baby
- 059. Ferried Treasure/The X-Rays
- 060. By Virtuoso of Insanity/SWITCH-MO-tized
- 061. Captain Sparky/Earth to Roger
- 062. Hi-Jinxed/Robo-Betty
- 063. Take Two Evils and Call Me in the Morning/The Scribe
- 064. Mad Maximus/The Cheerleaders of Doom
- 065. Reeking Havoc/Practically Joking
- 066. The Great Sub-TRAIN-ean Robbery/The Minion
- 067. Eternal Elixir/Bee Movie
- 068. Evil Juniors/As the Worm Turns
- 069. Extreme Makeover/Once Bitten, Twice Slimed
- 070. The Collector/Night of the DeGilla Monster
- 071. Big Bad Plant From Outer Space/Nuclea Infected
- 072. The Brat Pack Attack/A Fungus Amongus
- 073. The Gazundheit Factor/Good Kitty
- 074. Strange Case of Minimus-Hyde/The Market
- 075. Galactic Guardians No More!/Scribe 2: The Re-Scribing
- 076. No-Hit Wonders/License DeGill
- 077. Case of the Missing Kanushu/Devolution City
- 078. Amulet of Shangri-La-De-Da/Best Dressed Villain
- 079. Takes One to Know One (Part 1)
- 080. Takes One to Know One (Part 2)

## Stagione 3 (2008) -Missione: Terra
- 081. No Space Like Home (Part 1)
- 082. No Space Like Home (Part 2)
- 083. Family Feuds/Girl Power
- 084. Arr! It be 'olidays!/Rodeo Robots
- 085. Who's the Baby Now?/Spliced
- 086. April Fools Overture/Crimes of Fashion
- 087. The Big Dig/Wedding Crashers
- 088. Night of the Living Mummies/Trick or Creep
- 089. Roger, Where Are You?/Betty the Red
- 090. Mini-Maximus/Circus Sparkimus
- 091. Shake Your Booga/Cosmic Comicon
- 092. A Hard Day's Fight/If the Shoe Fits
- 093. It Came from Hollywood/Lulu on the Loose
- 094. Betty and the Beast/Mirror of Morganna
- 095. Love Bites/Zulia's New Beau
- 096. Beach Blanket Betty/Ice Queen
- 097. Bold Age/Cat Fight
- 098. The Doomsday Game/Degill and Son
- 099. Vaudevillains/The Manchurian Guardian
- 100. Elementary, My Dear Minimus/Great Eggspectations
- 101. Scent of a Blugo/Star-Crossed Lovers
- 102. Boot Camp Betty/A Finful of Dollars
- 103. Invading Spaces/Make a Wish
- 104. Fairytale Fate/Ice Monsters
- 105. The Way of the Weiner/Pimplepalooza
- 106. Noah's Bark/Queen for a Day
- 107. The Future Is Now! (Part 1)
- 108. The Future Is Now! (Part 2)